# Международный конкурс вокалистов имени Мирьям Хелин
Международный конкурс вокалистов имени Мирьям Хелин (фин. Kansainvälinen Mirjam Helin -laulukilpailu) — один из наиболее престижных международных конкурсов для молодых вокалистов, проводимых в столице Финляндии городе Хельсинки.

## История
Конкурс, носящий имя известной финской оперной певицы и профессора Академии Сибелиуса Мирьям Хелин, был учреждён в 1984 году и проводится при содействии Культурного фонда Финляндии раз в пять лет в номинации для мужчин и женщин.
Самой молодой победительницей конкурса стала 19-летняя россиянка Юлия Лежнева, получившая первое место в 2009 году.